# 実体特許法条約
実体特許法条約（じったいとっきょほうじょうやく、Substantive Patent Law Treaty: SPLT）は、世界知的所有権機関において交渉中の特許の実体的側面についての国際調和を図るための条約。
2000年に作成された特許法条約が、特許手続の方式的側面の国際的な制度調和を目的とするものであるのに対して、この条約は、先願主義・先発明主義、新規性、進歩性等の実体的側面についての国際的な制度調和を目的としている。

## 経緯
特許制度の国際的な調和については、古くから工業所有権の保護に関するパリ条約の作成、改正等が行われてきたが、経済活動の国際化の進展に伴い、より一層の制度調和が求められるようになった。そこで、各国は1975年に特許制度の国際的な調和のための新たな条約の検討を開始し、1991年6月には外交会議が開催されたが、米国が先発明主義に固執したため条約の採択には至らなかった。
その後、比較的対立が少ない方式的側面に限定して議論を再開することが合意され、2000年にはその成果として特許法条約が作成された。
特許法条約の成立を受け、実体的側面についての検討の気運が再び高まり、実体特許法条約という仮称のもとで、世界知的所有権機関の特許法常設委員会において条約案の検討が行われてきた。しかしながら、近年、先進国と途上国との対立が先鋭化し、議論は膠着している。